# Těšany
Těšany (in tedesco Tieschan) è un comune della Repubblica Ceca facente parte del distretto di Brno-venkov, in Moravia Meridionale.